# Steven Severin
Steven Severin, vero nome Steven John Bailey (Londra, 25 settembre 1955), è un bassista, compositore e produttore discografico britannico.

## Biografia
È uno dei membri fondatori del gruppo musicale post-punk dei Siouxsie and the Banshees e il solo musicista, assieme a Siouxsie Sioux, che è rimasto in formazione dagli inizi della band al suo scioglimento. Ha fatto parte anche lui del Bromley Contingent, il famoso gruppo di fan dei Sex Pistols.
Il suo apporto nei Banshees era centrale: assieme a Siouxsie, era lui l'autore di tutti i testi delle canzoni e di molte idee per le basi musicali. Ha fatto parte del gruppo anche nella reunion del 2002. In qualità di "archivio" della band è stato molto coinvolto nel processo di ripubblicazione del catalogo dei Banshees che è cominciato nel 2005: ha recuperato il materiale bonus da includere, ha scelto tra le varie cassette, ha partecipato al processo di mixing e di rimasterizzazione ed era coinvolto nel meccanismo promozionale.
Durante la sua militanza nei Banshees ha collaborato con alcuni artisti, spesso a loro volta collegati con la band. Nel 1981 ha prodotto gli Altered Images e il loro album Happy Birthday e l'anno successivo ha suonato con Lydia Lunch e con Marc Almond in Torment.
Il suo lavoro principale, perlomeno nel periodo di vita dei Banshees, rimane però sicuramente il progetto The Glove: portato avanti nel 1983, ma ideato tre anni prima, con Robert Smith, che con i suoi Cure faceva da band di supporto nei tour dei Banshees ma che soprattutto suonava nei Banshees stessi, per mancanza di un chitarrista. Il loro unico album Blue Sunshine rappresenta il prodotto di un viaggio estremo nella psichedelia e nella follia.
Dopo lo scioglimento del gruppo, nel 1995, a differenza di Siouxsie e Budgie che hanno subito cominciato a lavorare nei loro Creatures, Severin si è preso una pausa, tornando nel 1998 con il suo album Visions, pubblicato sulla sua propria etichetta, la "RE:". Questo progetto rappresenta la continuazione di una colonna sonora da lui realizzata nel 1989 per un cortometraggio di Nigel Wingrove sugli scritti di Santa Teresa d'Avila, mai pubblicato perché censurato per blasfemia; Severin ha riutilizzato le parti composte per quel progetto ampliandole e accompagnandole da altri inediti, per formare un album ambient.
Nel 1999 arriva Maldoror, acquistabile solo attraverso internet, anch'esso nato originariamente nel 1993 come colonna sonora di una produzione teatrale brasiliana. Sempre in quell'anno è stato invitato ad essere il direttore musicale della compagnia di danza "Holy Body Tatoo".
Il terzo album di Severin, The Woman in the Dunes del 2000, è stato specificatamente commissionato da Shakti e dalla compagnia di danza dei Vasanda Mala per accompagnare la produzione teatrale omonima.
Nel 2000 esce anche The Twelve Revelations, un libro scritto da lui contenente brani di carattere erotico in prosa e poesia.
Dal 2003 in poi abbandona il lavoro prettamente discografico per dedicarsi alle colonne sonore: arrivano London Voodoo, The Purifiers (2004) e Beauty and the Beast (2005, pubblicato questo anche come album) e Nature Morte (2006).
Nel 2010 pubblicò invece  il disco solista Blood of a Poet.
Ha contribuito con vari articoli di critica artistica al The Guardian in qualità di giornalista freelance.
La sua etichetta, "RE:", è stata dismessa nel 2003.

## Vita privata
Si è sposato con l'attrice e musicista Arban il 2 ottobre 2002. I due hanno un figlio, Cage.

## Discografia
- Visions (1998)
- Maldoror (1999)
- The Woman in the Dunes (2000)
- UnisexDreamSalon (2001)
- London Voodoo (Original Soundtrack) (2004)
- Beauty & The Beast (2005)
- Nature Morte (Original Soundtrack) (2006)
- Music for Silents (2008)
- Eros Plus Massacre (2009)
- Blood of a Poet (2010)
- Vampyr (2011)